# 华夏蒲桃
华夏蒲桃（学名：Syzygium praecox）为桃金娘科蒲桃属的植物，是中国的特有植物。分布在中国大陆的广西、云南等地，生长于海拔510米至1,600米的地区，多生于河边较湿润的森林里，目前尚未由人工引种栽培。